# Milton A. Candler
Milton Anthony Candler, född 11 januari 1837 nära Cambpellton i Georgia, död 8 augusti 1909 i Decatur i Georgia, var en amerikansk demokratisk politiker. Han var ledamot av USA:s representanthus 1875–1879.
Candler utexaminerades från University of Georgia, studerade sedan juridik och inledde 1856 sin karriär som advokat i Georgia. År 1875 efterträdde han James C. Freeman som kongressledamot och efterträddes 1879 av Nathaniel Job Hammond.
Candler avled 1909 och gravsattes på Decatur Cemetery i Decatur i Georgia.